# France Avčin
France Avčin, slovenski inženir elektrotehnike in strokovnjak za varnost v gorah, * 6. oktober 1910, Ljubljana, † 21. februar 1984, Ljubljana.

## Poklicno delo
Gimnazijo je obiskoval v rojstnem mestu, kjer je 1929 maturiral. Nato je študiral elektrotehniko na Univerzi v Ljubljani in tam 2. maja 1935 diplomiral.
Od 15. februarja do 10. septembra 1935 je prakticiral v Strojnih tovarnah in livarnah v Ljubljani pri Feliksu Lobetu. Zatem je 13. junija 1936 odslužil devetmesečni vojaški rok v protiletalski artileriji. Od avgusta 1936 je, ker ni bilo proste ukazne asistenture, delal kot asistent-volonter v elektrotehniškem inštitutu Univerze in se hkrati pripravljal na doktorat iz tehniških ved. Obenem je delal kot honorarni nameščenec v banovinskem inštitutu za zdravljenje raka od vsega njegovega začetka pri tehnični oziroma fizikalni organizaciji rentgenskega oz radijskega zdravljenja dokler ni 28. junija 1939 postal tam uradniški pripravnik. Od leta 1937 do 1940 je hkrati honorarno delal v inštitutu za preiskavo materiala, kjer je vodil praktične vaje iz predmeta tehniška mehanika pri Alojzu Králu Od 11. marca 1939 dalje je deloval kot predavatelj iz predmetov splošna električna merjenja, merjenje na električnih strojih in laboratorijske vaje iz osnov elektrotehnike v elektrotehniškem inštitutu Univerze. Za doktorja tehniških ved je bil promoviran 24. junija 1939 na podlagi disertacije Matematično reševanje problema toplotnega prevajanja v lameliranem železnem jedru transformatorjev.
Junija 1940 je opravil izpit za pooblaščenega elektroinženirja elektromedicinske stroke in bil 12. decembra 1941 imenovan za docenta na tehniški fakulteti ter je tako prišel dokončno na Univerzo, delo v banovinskem inštitutu za zdravljenje raka pa je nadaljeval honorarno do prostovoljnega odhoda v partizane 10. septembra 1943. Tam je bil tehnični inštruktor in konstruktor Glavnega štaba NOV in POS v oficirski šoli do imenovanja 12. januarja 1944 za člana kolegija znanstvenega inštituta pri IOOF. Predsedstvo SNOS ga je 21. avgusta imenovalo za vodjo oddelka za industrijo in obrt pri odseku za gospodarstvo, česar pa takrat ni prevzel.
26. decembra 1944 je bil poslan v Beograd v komisijo za gospodarsko obnovo države. 15. aprila 1945 pa v diplomatsko misijo kot član trgovske delegacije v Francijo in Švico. Po povratku 15. oktobra 1945 se je takoj vrnil na svoje docentsko mesto. Izredni profesor je postal 1. februarja 1946, 1957-80 pa je bil redni profesor za splošna električna in magnetska merjenja na elektrotehniški fakulteti; po upokojitvi mu je ljubljanska univerza 1981 podelila naziv zaslužni profesor.
Kot predstojnik laboratorija za elektrotehnično merjenje in strokovnjak v elektromedicini se je v vojni in po vojni strokovno udejstvoval izven svojih rednih obveznosti na univerzi in banovinskem inštitutu za zdravljenje raka na zelo različnih področjih elektrotehnike. Delal je popravila in montaže kot tudi rentgensko dozimetrijo na skoraj vseh tehničnih diagnostičnih in terapijskih rentgenskih aparaturah v Sloveniji. Po vojni je v Beogradu sodeloval pri generalnem projektiranju naše državne elektrifikacije. V Švici in Franciji je leta 1945 proučeval tamkajšnjo industrijo, zlasti elektrotehniško, in tamkajšnje zdravstvene ustanove. Leta 1948 je bil delegat FLRJ na 9. Generalni konferenci za mere in uteži v Parizu, 1954 pa prav tam na 10. Generalni konferenci za mere in uteži : sodeloval je v mednarodni elektrotehniški komisiji IEC redno od leta 1950 v več tehniških komitejih, predvsem v TC 1,3,13,24,25,42. Aktivno se je udeležil rednih zasedanj v Parizu 1950, Scheveningenu 1953 in v Londonu 1955, dalje zasedanja ekspertov TC 24, obenem s komisijo S.U.N. mednarodne komisije za čisto in uporabnostno fiziko v Parizu 1955 in zasedanje IEC TC 13 v Budimpešti 1955. Leta 1955 je obiskal študijsko Physikalisch Technische Bundesanstalt v Braunschweigu. V letu 1956 je bil povabljen na specializacijo v magnetskih merjenjih v National Bureau of Standards, Washington. Po njegovi zaslugi je bila 1960 sprejeta enota "tesla" (T) za vektor gostote magnetnega pretoka.

## Delo v planinski organizaciji
Avčin je bil dejaven planinec, alpinist, gorski reševalec, lovec in naravovarstvenik. Bil je prvi povojni predsednik Planinske zveze Slovenije in častni član gorskih reševalcev in od 1981 podpredsednik komisije za varnostni material pri Mednarodnem združenju planinskih zvez. Kot strokovnjak za varnostno opremo v gorah je imel patenta za dereze in varnostne smuške vezi. Bil je tudi strokovnjak za balistiko in je patentiral lovsko kroglo ABC. Z JLA je sodeloval kot strokovnjak za planinsko opremo vojske. Vrsto let je imel planinska predavanja in se kot predavatelj udeležil raznih strokovnih tečajev. Že leta 1969 je dal pobudo za organizirano varovanje okolja v Sloveniji in SFRJ.

## Referati
- The total Rationalisation of the Magnetic field Intensity interpeted

A) As a change of quantities,
B) As a change of units
Referat v mednarodni elektrotehniški komisiji, tehniški komite 24 : elektriške in magnetske veličine ter enote, 1951, razmnoženo za člane komiteja.
- Commnets on the IEC-report
- La Granduer, la Rationalisation te l'Oersted

Sodeloval je v Uredniškem odboru Elektro-tehniškega vestnika in v strokovnih komisijah Jugoslovanskega elektrotehniškega komiteja.

## Predmeti
- Splošna elektriška merjenja
- Merjenja na elektriških strojih in statične metode

## Članki in knjige
- Osnove metrologije, nauk o merah v tehniki in fiziki. Ljubljana 1952.
- O nevihtah in streli.
- O enotah in terapiji z radiem. Članek v knjigi Zdravljenje raka.
- Predlog terminov in znakov fizikalnih veličin.
- Kurjava s toplotno črpalko
- Ob uvedbi novih enot v elektrotehniki
- Kjer tišina šepeta (1964 in ponatisi, zbirka planinskih potopisov)

## Patenti
Magnetno jedro s spremenljivo zračno režo. Na tem principu je izdelan novi veliki permameter fakultete za elektrotehniko in varilni transformator zavoda za varjenje, oboje iz sredstev sklada Borisa Kidriča. Izum je dobil priznanje Združenja izumiteljev in avtorjev tehničnih izboljšav SR Slovenije.
Varnostna glava za varnostne smuške vezi. Ta izum preprečuje v enem elementu nevarne poškodbe tako pri torzijskih kot pri flekcijskih preobremenitvah nožnih kosti. Prijavljena je tudi ustrezna petna glava. Prijavljena je tudi turna plošča, ki omogoča normalno hojo na smučeh z dvigom pete ob istočasni polni ohranitvi varnostnega sistema. Vse troje je prevzelo in še izdelujejo v Mariboru. Izdana sta še francoski in ameriški patent. Pripravlja se izdelava v Franciji.
Lovska krogla, ki naj tako lahko kot težko divjad zanesljivo usmrti ne le z direktnimi poškodbami tkiva, temveč tudi in predvsem z obojestranskim živčnim šokom, tako da strela ne sliši več, obenem pa naj dobro strelno rano s krvno sledjo, ki omogoča lahko najdbo slabo zadete divjadi.

## Izumi
Prestavljive in deljive dereze »UNIVERZAL«, sistem Avčin. Uporabljala jih je JLA, naši alpinisti, vrsta himalajskih in andskih ekspedicij. Licenca prodana v Francijo, Švico in Avstrijo.